# Широкая Балка (Генический район)
Широкая Балка (укр. Широка Балка) — село в Ивановской поселковой общине Генического района Херсонской области Украины.
Население по переписи 2001 года составляло 158 человек. Занимает площадь 0,829 км². Почтовый индекс — 75410. Телефонный код — 5531.

## Местный совет
75410, Херсонская обл., Ивановский р-н, с. Новониколаевка, ул. Гагарина, 2